# Trường Sinh
Trường Sinh là một xã thuộc tỉnh Tuyên Quang, Việt Nam.

## Địa lý
Xã Trường Sinh nằm ở phía tây nam huyện Sơn Dương, có vị trí địa lý:
- Phía đông giáp xã Hào Phú và xã Tam Đa
- Phía tây giáp tỉnh Phú Thọ
- Phía nam giáp tỉnh Phú Thọ và tỉnh Vĩnh Phúc
- Phía bắc giáp xã Hồng Lạc.

Xã Trường Sinh có diện tích 13,80 km², dân số năm 2018 là 4.231 người, mật độ dân số đạt 307 người/km².

## Lịch sử
Địa bàn xã Trường Sinh hiện nay trước đây vốn là hai xã Sầm Dương và Lâm Xuyên.
Trước khi sáp nhập, xã Sầm Dương có diện tích 5,90 km², dân số là 1.663 người, mật độ dân số đạt 282 người/km². Xã Lâm Xuyên có diện tích 7,90 km², dân số là 2.568 người, mật độ dân số đạt 325 người/km².
Ngày 21 tháng 11 năm 2019, Ủy ban Thường vụ Quốc hội ban hành Nghị quyết 816/NQ-UBTVQH14 về việc sắp xếp các đơn vị hành chính cấp huyện, cấp xã thuộc tỉnh Tuyên Quang (nghị quyết có hiệu lực từ ngày 1 tháng 1 năm 2020). Theo đó, sáp nhập toàn bộ diện tích và dân số của hai xã Sầm Dương và Lâm Xuyên thành xã Trường Sinh.